# Кортенова
Кортенова (італ. Cortenova) — муніципалітет в Італії, у регіоні Ломбардія,  провінція Лекко.
Кортенова розташована на відстані близько 520 км на північний захід від Рима, 65 км на північ від Мілана, 17 км на північ від Лекко.
Населення — 1214 осіб (2014).
Щорічний фестиваль відбувається 19 червня. Покровителі — святі Гервасій та Протасій.

## Демографія
Населення за роками:

Станом на 1 січня 2023 року в муніципалітеті офіційно проживало 49 іноземців з 17 країн, серед них 11 громадян країн Євросоюзу та 2 громадяни України.

## Сусідні муніципалітети
- Крандола-Вальсассіна
- Езіно-Ларіо
- Прималуна
- Тачено